# Oleg Vlasov
Bản mẫu:Eastern Slavic name
Oleg Sergeyevich Vlasov (tiếng Nga: Оле́г Серге́евич Вла́сов; sinh ngày 10 tháng 12 năm 1984) là một cầu thủ bóng đá người Nga. Anh thi đấu cho F.K. Dynamo Sankt Peterburg.

## Thống kê sự nghiệp
Tính đến 10 tháng 3 năm 2018
| Câu lạc bộ            | Mùa giải            | Giải vô địch                | Giải vô địch | Giải vô địch | Cúp     | Cúp       | Châu lục | Châu lục  | Khác    | Khác      | Tổng cộng | Tổng cộng |
| Câu lạc bộ            | Mùa giải            | Hạng đấu                    | Số trận      | Bàn thắng    | Số trận | Bàn thắng | Số trận  | Bàn thắng | Số trận | Bàn thắng | Số trận   | Bàn thắng |
| --------------------- | ------------------- | --------------------------- | ------------ | ------------ | ------- | --------- | -------- | --------- | ------- | --------- | --------- | --------- |
| Metallurg Pikalyovo   | 2001                | Nghiệp dư League            | –            | –            | –       | –         | –        | –         | –       | –         | –         | –         |
| Zenit St. Petersburg  | 2002                | Giải bóng đá ngoại hạng Nga | 0            | 0            | 0       | 0         | 0        | 0         | –       | –         | 0         | 0         |
| Zenit St. Petersburg  | 2003                | Giải bóng đá ngoại hạng Nga | 13           | 2            | 3       | 1         | –        | –         | 5       | 0         | 21        | 3         |
| Zenit St. Petersburg  | 2004                | Giải bóng đá ngoại hạng Nga | 18           | 1            | 1       | 0         | 5        | 0         | –       | –         | 24        | 1         |
| Zenit St. Petersburg  | 2005                | Giải bóng đá ngoại hạng Nga | 13           | 0            | 5       | 1         | 6        | 0         | –       | –         | 24        | 1         |
| Zenit St. Petersburg  | 2006                | Giải bóng đá ngoại hạng Nga | 7            | 1            | 4       | 1         | 1        | 0         | –       | –         | 12        | 2         |
| Zenit St. Petersburg  | Tổng cộng           | Tổng cộng                   | 51           | 4            | 13      | 3         | 12       | 0         | 5       | 0         | 81        | 7         |
| Saturn Ramenskoye     | 2006                | Giải bóng đá ngoại hạng Nga | 3            | 0            | 0       | 0         | –        | –         | –       | –         | 3         | 0         |
| Saturn Ramenskoye     | 2007                | Giải bóng đá ngoại hạng Nga | 8            | 0            | 1       | 1         | –        | –         | –       | –         | 9         | 1         |
| Saturn Ramenskoye     | Tổng cộng           | Tổng cộng                   | 11           | 0            | 1       | 1         | 0        | 0         | 0       | 0         | 12        | 1         |
| Terek Grozny          | 2008                | Giải bóng đá ngoại hạng Nga | 15           | 0            | 2       | 0         | –        | –         | –       | –         | 17        | 0         |
| Terek Grozny          | 2009                | Giải bóng đá ngoại hạng Nga | 16           | 0            | 0       | 0         | –        | –         | –       | –         | 16        | 0         |
| Terek Grozny          | 2010                | Giải bóng đá ngoại hạng Nga | 0            | 0            | 0       | 0         | –        | –         | –       | –         | 0         | 0         |
| Terek Grozny          | 2011–12             | Giải bóng đá ngoại hạng Nga | 25           | 1            | 3       | 0         | –        | –         | –       | –         | 28        | 1         |
| Terek Grozny          | 2012–13             | Giải bóng đá ngoại hạng Nga | 2            | 0            | 0       | 0         | –        | –         | –       | –         | 2         | 0         |
| Terek Grozny          | Tổng cộng           | Tổng cộng                   | 58           | 1            | 5       | 0         | 0        | 0         | 0       | 0         | 63        | 1         |
| Torpedo Moskva        | 2013–14             | FNL                         | 23           | 3            | 0       | 0         | –        | –         | 2       | 1         | 25        | 4         |
| Mordovia Saransk      | 2014–15             | Giải bóng đá ngoại hạng Nga | 29           | 2            | 2       | 1         | –        | –         | –       | –         | 31        | 3         |
| Mordovia Saransk      | 2015–16             | Giải bóng đá ngoại hạng Nga | 30           | 1            | 1       | 0         | –        | –         | –       | –         | 31        | 1         |
| Mordovia Saransk      | Tổng cộng           | Tổng cộng                   | 59           | 3            | 3       | 1         | 0        | 0         | 0       | 0         | 62        | 4         |
| Arsenal Tula          | 2016–17             | Giải bóng đá ngoại hạng Nga | 20           | 1            | 0       | 0         | –        | –         | 1       | 0         | 21        | 1         |
| Dynamo St. Petersburg | 2017–18             | FNL                         | 18           | 3            | 1       | 0         | –        | –         | –       | –         | 19        | 3         |
| Tổng cộng sự nghiệp   | Tổng cộng sự nghiệp | Tổng cộng sự nghiệp         | 240          | 15           | 23      | 5         | 12       | 0         | 8       | 1         | 283       | 21        |

## Achievements
- Giải bóng đá ngoại hạng Nga á quân: 2003